# Wilfried Helmstädter
Wilfried Helmstädter (* 19. März 1930 in Calw; † 17. Juni 2006) war ein deutscher Volkswirt und Politiker (SPD).

## Leben und Beruf
Helmstädter wurde am 19. März 1930 in Calw in eine sozialdemokratische Politikerfamilie geboren. Sein Vater Fritz Helmstädter (1904–1971) war von 1947 bis 1968 Landtagsabgeordneter in Württemberg-Baden und Baden-Württemberg, sein Großvater Julius Helmstädter (1879–1945), der in einem Konzentrationslager umkam, war 1932/33 Landtagsabgeordneter in Baden.
Nach dem Abitur nahm Helmstädter ein Studium der Wirtschaftswissenschaften auf, das er 1953 mit der Prüfung zum Diplom-Volkswirt abschloss. Seit 1960 arbeitete er als Steuerberater in Stuttgart-Wangen. Daneben betätigte er sich in der Arbeiterwohlfahrt (AWO), war von 1989 bis 1992 Bezirksvorsitzender der AWO Nordwürttemberg und 1991/92 Vorsitzender der AWO Baden-Württemberg. Außerdem war er seit 1989 Aufsichtsratsvorsitzender des Bau- und Heimstättenvereins Stuttgart eG.
Wilfried Helmstädter war verheiratet und hatte vier Töchter.

## Politik
Helmstädter war seit 1962 Mitglied des Stuttgarter Gemeinderates und dort von 1969 bis 1972 Vorsitzender der SPD-Fraktion. Dem baden-württembergischen Landtag gehörte er von 1972 bis 1980 an. Er engagierte sich im Regionalverband Stuttgart und war dort von 1973 bis 1994 Vorsitzender der SPD-Fraktion sowie von 1986 bis 1994 stellvertretender Vorsitzender des Verbandes.

## Ehrungen
- Bundesverdienstkreuz, 1978
- Bundesverdienstkreuz (I. Klasse), 1992